# June Beebe
June Beebe Atwood, född 1913 i Chicago i Illinois, död 10 november 2003, var en framgångsrik amerikansk golfspelare på 1930-talet.
Beebe började att spela golf på high school men hon stod i skuggan av sin äldre syster Florence som ansågs som den bästa juniorgolfaren i Chicago. Florence golfkarriär tog dock snabbt slut och June blev den bättre spelaren av de två systrarna trots att hon aldrig fick möjligheten att tävla för skollaget.
Hon vann majortävlingen Womens Western Open på Chicagoklubbarna Midlothian Country Club 1931 och på Olympia Fields Country Club 1933 och hon kom tvåa 1930 efter Mrs. Lee Mida.
Beebe blev medlem i Women's Western Golf Association (WWGA) 1951 och var organisationens president 1961-1962. Under en period var hon även WWGA:s ordförande i tävlingskommitté för amatörer och juniorer. Hon belönades med WWGA:s Woman of Distinction award som instiftades 1994. Utmärkelsen delas ut till den kvinna som har visat ledaregenskaper, engagemang och hängivenhet till golfen på såväl amatörnivå som professionell nivå.
Hon avled 2003 efter en kort tids sjukdom.